# Pitchshifter
Een pitchshifter is een effectpedaal waarmee men aan een bepaalde toon een andere kunstmatig kan toevoegen.
Het effect zorgt voor de Chipmunk-klank, vergelijkbaar met een versneld afgespeelde band.
Dit komt doordat de formanten meegepitched worden.
Een octaver is een soortgelijk effect waarbij octaven toegevoegd kunnen worden.